# Río Cuchi
El río Cuchi es un río en Bolivia. Se ubica en el departamento de Santa Cruz, en la parte central del país, a 270 km al noreste de la capital Sucre.
Los alrededores de río Cuchi son principalmente sabanas. Los alrededores del río Cuchi están densamente poblados, con 297 habitantes por kilómetro cuadrado. El clima de sabana prevalece en el área.  La temperatura media anual en la zona es de 23 °C. El mes más cálido es octubre, cuando la temperatura promedio es de 26 °C, y el más frío es julio, con 19 °C. La precipitación media anual es de 2.121 milímetros. El mes más lluvioso es febrero, con un promedio de 267 mm de precipitación, y el más seco es agosto, con 52 mm de lluvia.